# Светско првенство у фудбалу за жене 2003. − нокаут фаза
Нокаут фаза ФИФА Светског првенства за жене 2003. је била друга и последња фаза ФИФА Светског првенства за жене 2003. одржаним у Сједињеним Државама. Почео је 1. октобра 2003. и завршио се финалом у Хоум дипо центру, Карсон, Калифорнија 12. октобра 2003. Учествовале, пласирале, се репрезентације Немачке, Кине, Норвешке, Бразила, Канаде, Русије, Шведске и бранилац титуле Сједињене Америчке Државе. У полуфинале су се пласирале Канада, Немачка, Шведска и Сједињене Америчке Државе. Шведска је победила Канаду са 2 : 1 и стигла до финала, док је Немачка савладала земљу домаћина са 3 : 0. Сједињене Државе су победиле своје суседе за треће место, а Немачка је победила Шведску са 2 : 1 у финалу у продужецима.
Ово је било последње Светско првенство које је користило правило златног гола, који је био би укинут 2005. године пошто је враћена игра продужетака.
Сва времена наведена у наставку су у америчком времену (UTC-4 и UTC-7).

## Квалификанти
| Група | Победник         | Другопласирани |
| ----- | ---------------- | -------------- |
| А     | Сједињене Државе | Шведска        |
| Б     | Бразил           | Норвешка       |
| Ц     | Немачка          | Канада         |
| Д     | Кина             | Русија         |

## Мрежа
|  | Четвртфинале          | Четвртфинале          |                       |   | Полуфинале              | Полуфинале              |  |  | Финале | Финале |
|  |                       |                       |                       |   |                         |                         |  |  |        |        |
|  | 1. октобар – Фоксборо |                       |                       |   |                         |                         |  |  |        |        |
|  |                       |                       |                       |   |                         |                         |  |  |        |        |
|  | Сједињене Државе      | 1                     |                       |   |                         |                         |  |  |        |        |
|  | Сједињене Државе      | 1                     | 5. октобар – Портланд |   |                         |                         |  |  |        |        |
|  | Норвешка              | 0                     |                       |   |                         |                         |  |  |        |        |
|  | Норвешка              | 0                     | Сједињене Државе      | 0 |                         |                         |  |  |        |        |
|  | 2. октобар – Портланд |                       | Сједињене Државе      | 0 |                         |                         |  |  |        |        |
|  |                       | Немачка               | 3                     |   |                         |                         |  |  |        |        |
|  | Немачка               | Немачка               | 3                     | 7 |                         |                         |  |  |        |        |
|  | Немачка               |                       | 12. октобар – Карсон  | 7 |                         |                         |  |  |        |        |
|  | Русија                | 1                     |                       |   |                         |                         |  |  |        |        |
|  | Русија                | 1                     | Немачка (з. г.)       | 2 |                         |                         |  |  |        |        |
|  | 1. октобар – Фоксборо |                       | Немачка (з. г.)       | 2 |                         |                         |  |  |        |        |
|  |                       | Шведска               | 1                     |   |                         |                         |  |  |        |        |
|  | Бразил                | Шведска               | 1                     | 1 |                         |                         |  |  |        |        |
|  | Бразил                | 5. октобар – Портланд |                       | 1 |                         |                         |  |  |        |        |
|  | Шведска               | 2                     |                       |   |                         |                         |  |  |        |        |
|  | Шведска               | 2                     | Шведска               | 2 |                         |                         |  |  |        |        |
|  | 2. октобар – Портланд |                       | Шведска               | 2 |                         |                         |  |  |        |        |
|  |                       | Канада                | 1                     |   | Утакмица за треће место | Утакмица за треће место |  |  |        |        |
|  | Кина                  | Канада                | 1                     | 0 | Утакмица за треће место | Утакмица за треће место |  |  |        |        |
|  | Кина                  |                       | 11. октобар – Карсон  | 0 |                         |                         |  |  |        |        |
|  | Канада                | 1                     |                       |   |                         |                         |  |  |        |        |
|  | Канада                | 1                     | Сједињене Државе      | 3 |                         |                         |  |  |        |        |
|  |                       |                       |                       |   |                         |                         |  |  |        |        |
|  | Канада                | 1                     |                       |   |                         |                         |  |  |        |        |
|  | Канада                | 1                     |                       |   |                         |                         |  |  |        |        |

## Четвртфинале

### Бразил и Шведска
| Бразил             | (1 : 2)  | Шведска                                             |
| ------------------ | -------- | --------------------------------------------------- |
| - Марта 44’ (пен.) | Извештај | - Викторија Сандел Свенсон 23’ - Малин Андерсон 53’ |

| Играч утакмице: Малин Мострем (Шведска) Званичници Помоћне судије: Љу Хсиу-меј (Кинески Тајпеј) Хисае Јошизава (Јапан) Четврти судија: Теми Огстон (Аустралија) |

### Сједињене Државе и Норвешка
| Сједињене Државе | (1 : 0)  | Норвешка |
| ---------------- | -------- | -------- |
| - Еби Вамбак 24’ | Извештај |          |

| Играч утакмице: Бенте Нордби (Норвешка) Званичници Помоћне судије: Елке Лити (Швајцарска) Нели Вјено (Француска) Четврти судија: Теми Огстон (Аустралија) |

### Немачка и Русија
| Немачка | (7 : 1)  | Русија               |
| --- | -------- | -------------------- |
| - Мартина Милер 25’ - Сандра Минерт 57’ - Пиа Вундерлик 60’ - Керстин Гарефрекес 62’, 85’ - Биргит Принц 80’, 89’ | Извештај | - Елена Данилова 70’ |

| Играч утакмице: Биргит Принц (Немачка) Званичници Помоћне судије: Чоји Со-ђин (Јужна Кореја) Ирина Мирт (Румунија) Четврти судија: Катрина Еловирта (Финска) |

### Кина и Канада
| Кина | (0 : 1)  | Канада             |
| ---- | -------- | ------------------ |
|      | Извештај | - Чармејн Хупер 7’ |

| Играч утакмице: Чермејн Хупер (Канада) Званичници Помоћне судије: Карали Сатон (САД) Шарон Вилер (САД) Четврти судија: Катрина Еловирта (Финска) |

## Полуфинале

### Сједињене Државе и Немачка
| Сједињене Државе | (0 : 3)  | Немачка                                                             |
| ---------------- | -------- | ------------------------------------------------------------------- |
|                  | Извештај | - Керстин Гарефрекес 15’ - Марен Мејнерт 90+1’ - Биргит Принц 90+3’ |

| Играч утакмице: Силке Ротенберг (Немачка) Званичници Помоћне судије: Денис Робинскон (Канада) Линда Брамбл (Тринидад и Тобаго) Четврти судија: Кристина Јонеску (Румунија) |

### Шведска и Канада
| Шведска                                   | (2 : 1)  | Канада          |
| ----------------------------------------- | -------- | --------------- |
| - Малин Мострем] 79’ - Јозефин Егвист 86’ | Извештај | - Кара Ланг 64’ |

| Играч утакмице: Викторија Свенсон (Шведска) Званичници Помоћне судије: Емилија Парвиаинен (Финска) Енди Реган (Северна Ирска) Четврти судија: Теми Огстон (Аустралија) |

### Утакмица за треће место
| Сједињене Државе                                          | (3 : 1)  | Канада                |
| --------------------------------------------------------- | -------- | --------------------- |
| - Кристин Лили 22’ - [Шенон Бокс 51’ - Тифени Милбрет 80’ | Извештај | - Кристин Синклер 38’ |

| Играч утакмице: Шенон Бокс (САД) Званичници Помоћне судије: Арли Кин (Аустралија) Жаклин Лалеу (Аустралија) Четврти судија: Катрина Еловирта (Финска) |

### Финале
| Немачка                               | (2 : 1)  | Шведска            |
| ------------------------------------- | -------- | ------------------ |
| - Марен Мајнерт 46’ - Нија Кинцер 98' | Извештај | - Хана Љунгерг 41’ |

| Немачка | Шведска |

| Званичници - Помоћне судије: - Марија Изабел Товар (Мексико) - Рита Муноз (Мексико) - Четврти судија: Мајуми Оива (Јапан) |